# Charles Emilius Gold
Pour les articles homonymes, voir Gold.
Charles Emilius Gold, né le 6 janvier 1809 à Woolwich et mort le 29 juillet 1871 à Douvres, est un officier et un peintre britannique.

## Biographie
Il sert de 1830 à 1837 dans l'ouest de l'Inde et est promu capitaine en 1836. De 1838 à 1841, il est nommé au Canada et devient major en 1844 puis lieutenant-colonel en 1845. Envoyé en Nouvelle-Zélande (1846), colonel (1854), il se bat contre Wiremu Kingi Te Rangitake et enlève son camp en 1860.
Major général (1860), capturé par Wiremu, la presse le ridiculise. Rendu aux Anglais, il est blâmé et démis de ses fonctions. Il prend alors secrètement la fuite (1861) sur un navire et se réfugie en Belgique.
De retour en Angleterre, il finit sa vie dans la misère.
En peinture, on lui doit des paysages de la Nouvelle-Zélande et des portraits de Maoris.
Jules Verne le mentionne dans Les Enfants du capitaine Grant (partie 3, chapitre VIII) au sujet des événements le concernant en Nouvelle-Zélande.

## Galerie

Vue près d' Auckland : Trois Maoris et un chien (1860).
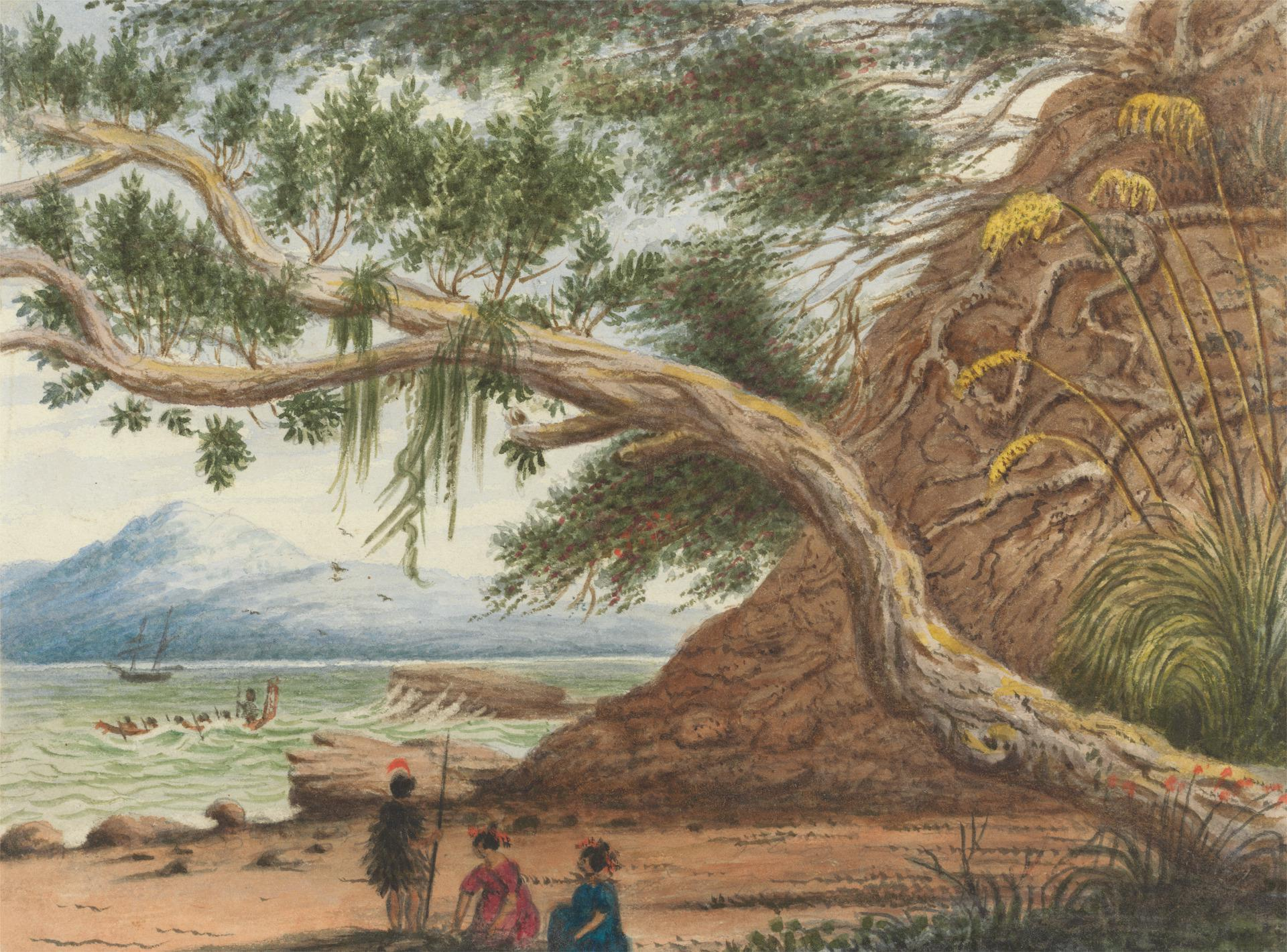
Vue près d'Auckland : Guerrier Maori et sa femme (1860).
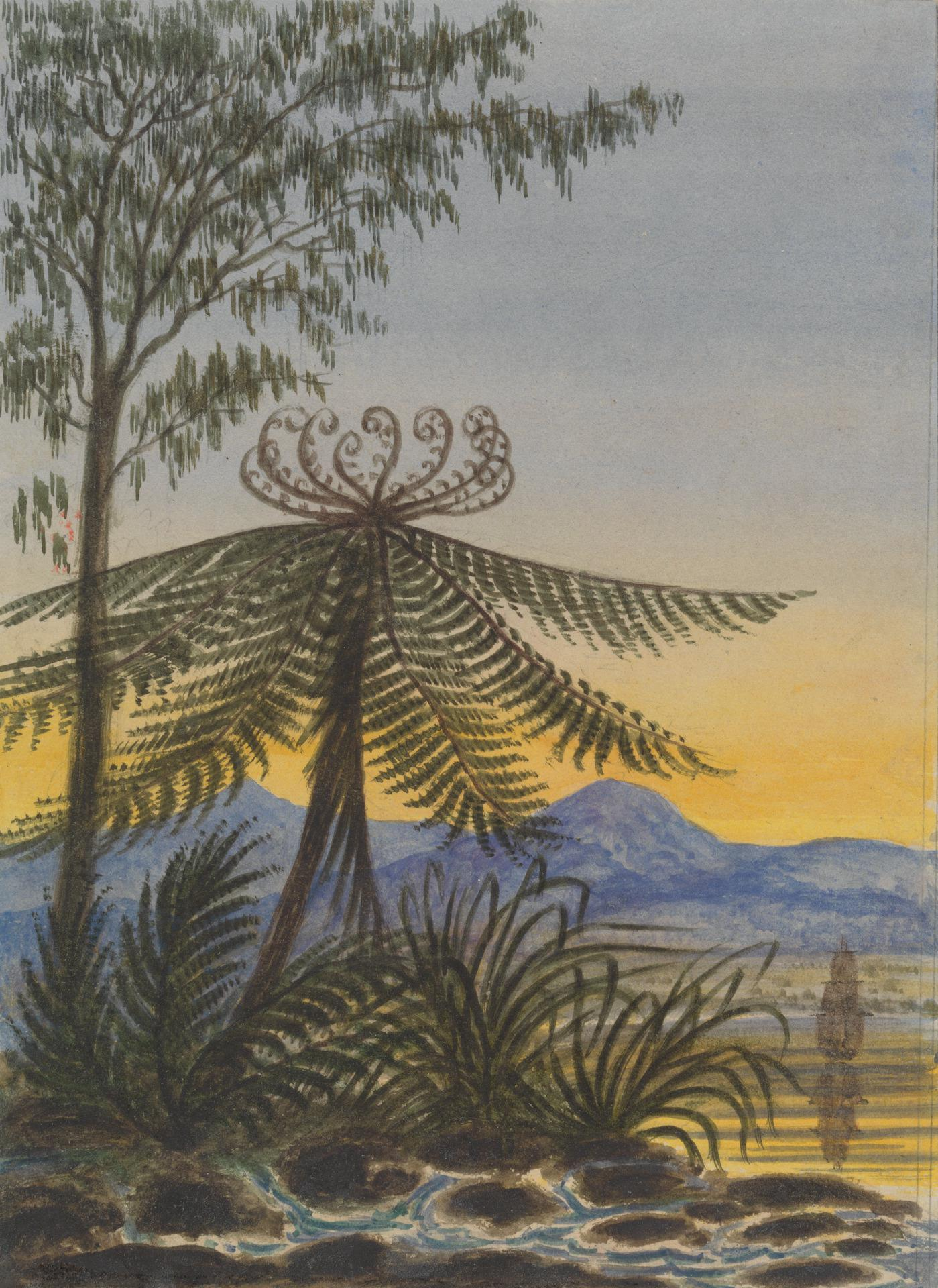
Vue près d'Auckland : Arbres et fougères le soir (v. 1849).
Vue de Hobart, Tasmanie (1846).